# American Educational Research Association
Die American Educational Research Association (AERA) mit Sitz in  Washington, D.C. ist die 1916 gegründete Fachvereinigung der Erziehungswissenschaften in Amerika. Sie stellt das Pendant zur deutschen DGfE dar.
Die AERA hat über 26.000 in Forschung und Lehre tätige Mitglieder. Ihr Ziel besteht in der Verbesserung von Bildungsprozessen, durch die Förderung wissenschaftliche Forschung, ihrer Lehre, Evaluation und Nutzbarmachung für die Praxis.
Die AERA ist Herausgeberin der akademischen Fachzeitschrift American Educational Research Journal.

## Präsidenten
- 1965/66: Benjamin Bloom